# Ljubo Vukić
Ljubo Vukić (Split, 3. kolovoza 1982.), hrvatski rukometaš.

## Početak karijere
Rukometom se počeo baviti u osnovnoj školi "Split 3" kao član eksperimentalnog sportskog programa. Početkom srednje odlazi igrati za mlađe uzraste kluba "Solin Transport commerce", gdje ostaje od 1999. godine, kada prelazi u "RK Brodomerku"- Split. Kao član kadetske i juniorske momčadi tog kluba osvaja kadetsku ligu, juniorsko prvenstvo Hrvatske i 3. mjesto na juniorskom prvenstvu godinu dana ranije. Također, sa seniorskom momčadi osvaja 3. mjesto u prvenstvu Hrvatske iza Zagreba i Metkovića.

## Profesionalna karijera
Prelaskom u profesionalno igranje rukometa Ljubo Vukić nastupa za klubove Brodomerkur Split, Izviđač Ljubuški (Bosna i Hercegovina), Agram Zagreb, Croatia osiguranje Zagreb, a trenutno nastupa za HC meshkov Brest iz Bjelorusije.

## Nastupi za reprezentaciju
Kao član Hrvatske rukometne reprezentacije 2008. godine, osvojio je srebrnu medalju na  Europskom prvenstvu u Norveškoj 2008. godine.

## Vanjske poveznice
- Profil Ljube Vukića na EHFCL stranicama